# Lepidopilum pringlei
Lepidopilum pringlei là một loài rêu trong họ Daltoniaceae. Loài này được Cardot mô tả khoa học đầu tiên năm 1910.